# Hasemania piatan
Hasemania piatan är en fiskart som beskrevs av Angela M. Zanata och Luis Serra 2010. Hasemania piatan ingår i släktet Hasemania och familjen Characidae. Inga underarter finns listade i Catalogue of Life.